# Victoria Beckham
Lady Victoria Caroline Beckham-Adams (Harlow, Essex, 17 april 1974) is een Britse zangeres en modeontwerpster. Ze werd beroemd als een van de vijf leden van de meidengroep de Spice Girls, waarin haar bijnaam Posh Spice was. Na haar muzikale carrière legde ze zich toe op modeontwerp en lanceerde haar eigen merk, dat sinds 2023 winstgevend is.

## Levensloop

### Jeugd
Beckham groeide op in Hertfordshire. Haar vader was een elektronicahandelaar.

### Carrière
Beckham begon haar muziekcarrière in 1994 toen ze werd geselecteerd als lid van de popgroep de Spice Girls. De groep, die symbool stond voor girlpower, groeide uit tot een wereldwijd fenomeen. Met hits zoals Wannabe en Spice Up Your Life hadden de Spice Girls een enorme culturele impact. De band verkocht meer dan 100 miljoen albums wereldwijd, en hun invloed reikte verder dan muziek, met commerciële producten en films.
Na het vertrek van Geri Halliwell uit de Spice Girls in 1998 en de tijdelijke onderbreking van de Spice Girls, startte Beckham een solocarrière. Ze bracht enkele singles uit, zoals Out of Your Mind en Not Such an Innocent Girl. Uiteindelijk besloot ze zich volledig te richten op mode.
In 2008 lanceerde Beckham haar eigen modehuis. Hoewel critici haar aanvankelijk afschreven als een beroemdheid zonder mode-achtergrond, bouwde ze haar merk gestaag op. Haar kledingcollecties staan bekend om hun minimalistische stijl en verfijnd maatwerk, en worden geassocieerd met de trend van "quiet luxury". Beckham gaf zelf aan dat ze de kleding ontwerpt die ze zelf zou willen dragen.
Sinds 2023 presenteert Beckham haar collecties tijdens Paris Fashion Week, een belangrijke stap voor haar merk. Het bedrijf begon in 2022 winst te maken na uitbreidingen naar beauty en accessoires. Haar beautylijn, gelanceerd in 2019, omvat onder andere make-up en parfums. De lijn werd goed ontvangen en droeg bij aan de groei van haar merk. Haar merk groeide uit tot een winstgevend modehuis en werd in 2024 genoemd als een van de populairste modehuizen.

### Persoonlijk leven
Beckham trouwde op 4 juli 1999 met voetballer David Beckham. Ze hebben vier kinderen.

## Discografie

### Albums
- Victoria Beckham (2001)
- Open Your Eyes (2003)
- Come Together (2004)

### Singles
| Single met eventuele hitnotering(en) in de Nederlandse Top 40 | Datum van verschijnen | Datum van binnenkomst | Hoogste positie | Aantal weken | Opmerkingen                                               |
| ------------------------------------------------------------- | --------------------- | --------------------- | --------------- | ------------ | --------------------------------------------------------- |
| Out of your mind                                              | 2000                  | 16-9-2000             | 16              | 7            | met True steppers & Dane Bowers / Dancesmash op Radio 538 |
| Not such an innocent girl                                     | 2001                  | 29-9-2001             | tip!            |              |                                                           |
| A Mind Of It's Own                                            | 2001                  | -                     | -               |              |                                                           |
| Let Your Head Go/ This Groove                                 | 2003                  | -                     | -               |              | Niet in Nederland                                         |

- Bibsys: 5081536
- Biblioteca Nacional de España: XX1660262
- Bibliothèque nationale de France: cb140464034 (data)
- Gemeinsame Normdatei: 123314135
- International Standard Name Identifier: 0000 0000 7840 3433
- Library of Congress Control Number: nb99041456
- Nationale Bibliotheek van Letland: 000272968
- MusicBrainz: ce8dbfe4-3ce7-41e9-9bb3-13e35c053318
- Bibliotheek van het Japanse parlement: 00898373
- Nationale Bibliotheek van Tsjechië: xx0029813
- Nationale Bibliotheek van Polen: a0000003000161
- Nederlandse Thesaurus van Auteursnamen: 212336657
- RKD-Nederlands Instituut voor Kunstgeschiedenis: 426517
- Russische Staatsbibliotheek: 000015895
- Istituto Centrale per il Catalogo Unico: PARV445874
- Virtual International Authority File: 29734288
- WorldCat: E39PBJtcG8pW7GCTB7Y3txF3Qq